# Jeannine Coppens
Jeannine Coppens (Dilbeek, 21 oktober 1938) is een voormalig Belgische textielontwerpster. Haar ontwerpen werden onder andere toegepast als gordijnen en meubelstof.

## Opleiding en carrière
Jeannine Coppens begon in 1955 een opleiding aan L’Ecole Nationale Supérieure d’Architecture et des Arts Visuels in Brussel. Daar behaalde ze haar diploma in 1960.
In 1958 begon Jeannine Coppens een carrière bij de weverij De Gryse-Facon. In datzelfde jaar was één van haar wandtapijten te zien op de wereldtentoonstelling in Brussel, die de geschiedenis inging als Expo 58. Het wandtapijt mat 130 cm x 80 cm en was geweven op verticale weefgetouwen. Het tapijt bevatte een ontwerp in de kleuren blauw, geel en oranje op een zwarte achtergrond.
Coppens paste haar ontwerpen aan voor mechanische productie ervan. Die konden dan in serie geproduceerd worden. Om die reden werd één van haar ontwerpen voor meubelstof opgenomen in het Nationaal salon voor industriële vormgeving in 1959.
In 1968 was ze leerkracht van het secundair onderwijs bij Institut Bischoffsheim. Daar doceerde ze weverij aan haar leerlingen.
Haar werken waren te vinden in meerdere nationale en internationale tentoonstellingen, hieronder opgelijst.

## Tentoonstellingen[1]
- 1958 Wereldtentoonstelling (Expo 58), Brussel
- 1959 Internationale Jaarbeurs van Gent
- 1959 World Trade Fair, New York
- 1959 Exposition Newark Macy
- 1961 Paleis voor schone kunsten, Brussel
- 1961 Textile International, Parijs
- 1961 Congrespaleis, Brussel
- 1962 Internationale beurs van Munich
- 1962 Galerie Espace, Brussel
- 1963 Expositiecentrum Huidenvettershuis, Brugge
- 1968 Galerie Espace, Brussel